# Fenomeno della centesima scimmia
Il fenomeno della centesima scimmia è un supposto fenomeno paranormale in ambito sociale che lo scrittore inglese Lyall Watson dichiarò di avere osservato per la prima volta nel 1979 nell'isola giapponese di Koshima. In realtà, si tratta di un mito pseudoscientifico, come mostrato da successive analisi e rivelato dallo stesso Watson alcuni anni più tardi.
Esso riguardava il comportamento di un gruppo di macachi che avevano imparato spontaneamente a lavare le patate per eliminare la sabbia e altre incrostazioni prima di mangiarle. 
Le prime scimmie imparavano faticosamente la tecnica dai primi macachi che avevano cominciato a lavare le patate. Questo fenomeno è ben noto e studiato dai primatologi.
Tuttavia, Watson affermò che improvvisamente, dopo che novantanove macachi avevano dovuto apprendere la tecnica nel modo consueto, una centesima scimmia aveva anch'essa imparato a lavare le patate: l'esistenza di questa "massa critica" di scimmie allenate aveva aperto una non meglio precisata porta di natura paranormale, e da quel momento un gran numero di scimmie, non solo nella stessa isola ma persino in altre isole molto lontane, avevano cominciato a lavare le patate prima di mangiarle, senza aver avuto contatti diretti con il gruppo originario.
La lezione della centesima scimmia sarebbe stata chiara: se un numero sufficiente di persone, ovvero una "massa critica", sperimenta una stessa esperienza, ad un certo punto si produrrà lo stesso fenomeno transpersonale che si è verificato fra le scimmie giapponesi, e tutta l'umanità sperimenterà una trasformazione istantanea.
Ogni indagine successiva della vicenda della centesima scimmia ha mostrato rapidamente che si trattava di una leggenda. In realtà le scimmie avevano effettivamente imparato a lavare le patate, ma tutte nei modi ben noti dell'apprendimento per prove ed errori e dell'imitazione.
Infine, lo stesso Lyall Watson ha ammesso nel 1985 di avere largamente inventato la storia della centesima scimmia.